# مورقاط الأشتوري
مورقاط الغاصب أو مورجات أو موريجاتو (الإسبانية:Mauregato)؛ كان ملك أشتوريش منذ 783-788 أو 789، هو ابن غير شرعي لألفونسو الأول من جارية مسلمة اسمها سيسالدا، اغتصب العرش بعد وفاة صهره الملك سايلو (هو زوج أخته غير الشقيقة أدوسيندا)؛ بحيث تمكن النبلاء من انتخاب ابن شقيقه ألفونسو الثاني تحت إصرار شقيقته أدوسيندا، ولكنه قام بتشكيل جيش كبير من مؤيديه، مما اضطر ألفونسو للفرار نحو ألافا، لم يعرف الكثير عن فترة حكمه، غير أن خلفه ابن عمه الثاني برمودو الأول هو شقيق الأصغر لـ ملك أوريليوس.